# استیفانا فرناندز
استیفانا فرناندز (انگلیسی: Stefanía Fernández؛ زادهٔ ۴ سپتامبر ۱۹۹۰) مدل و ملکه زیبایی اهل ونزوئلا است. او دوشیزه ونزوئلا ۲۰۰۸ و دوشیزه جهان ۲۰۰۹ را به خود اختصاص داده است.